# Begin (东方神起歌曲)
《Begin》是韩国男子团体東方神起在日本发行的第6张单曲。于2006年6月21日由rhythm zone公司发行。

## 概要
单曲分为「CD+DVD 初回限定盘」「CD ONLY 通常盘」两种版本发行。附属DVD中收录了《Begin》的MV和MV的拍摄过程（只在于“初回限定盘”中收录）。

## 收录内容

### CD+DVD
CD
1. 《Begin》[5:41]
2. 《High time》[4:05]
作詞：jam、作曲：Masataka Kitaura
3. 《Begin》 -Less Vocal-
4. 《High time》 -Less Vocal-

DVD
1. 《Begin》(video clip)
2. 《Interview》

### CD ONLY
1. 《Begin》
2. 《High time》
3. 《Begin》 -アカペラver.-
4. 《Begin》 -Less Vocal-
5. 《High time》 -Less Vocal-